# ميخائيل بيرك
ميخائيل بيرك (بالإنجليزية: Michael Burke)‏ (25 فبراير 1977 بجاكسونفيل في الولايات المتحدة - ) هو لاعب كرة قدم أمريكي في مركز الوسط. لعب مع دي.سي. يونايتد ونادي دالاس وتشارلستون بيتري وريتشموند كيكرز وJacksonville Cyclones ‏.

## وصلات خارجية
- ميخائيل بيرك على موقع الدوري الأمريكي (الإنجليزية)
- ميخائيل بيرك على موقع قاعدة بيانات كرة القدم.إي يو (الإنجليزية)